# Alberto Nardin
Alberto Nardin (Bra, 30 april 1990) is een Italiaans wielrenner die anno 2016 rijdt voor Androni Giocattoli-Sidermec.

## Overwinningen
2011
Coppa Ardigó
2013
Memorial Pigoni Coli
2014
Trofeo Ciclistico Castelnuovo Val di Cecina

## Resultaten in voornaamste wedstrijden
| Jaar | Ronde van Italië | Ronde van Frankrijk | Ronde van Spanje |
| ---- | ---------------- | ------------------- | ---------------- |
| 2015 |                  |                     |                  |
| 2016 |                  |                     |                  |

| Jaar | Ronde van Vlaanderen | Ronde van Lombardije |
| ---- | -------------------- | -------------------- |
| 2015 | opgave               | opgave               |
| 2016 |                      | opgave               |

## Ploegen
- 2015 –  Androni Giocattoli-Sidermec
- 2016 –  Androni Giocattoli-Sidermec

Appollonio · Bandiera · Benfatto · Chicchi · Dall'Antonia · Ebsen · Frapporti · Gálviz · Gatto · Giménez · Godoy · Nardin · Padour · Pellizotti · Rodríguez · Sella · Stortoni · Taborre · Taliani · Tvetcov · Zilioli · Zordan · Barbero (stagiair) · Viel (stagiair) · Viola (stagiair)
Bandiera · Benfatto · Bernal · Cecchinel · Chicchi · Dall'Antonia · Frapporti · Gavazzi · Nardin · Pacioni · Pellizotti · Ratto · Selvaggi · Taliani · Torres · Țvetcov · Viganò · Bonusi (stagiair) · De Marchi (stagiair) · Gasparrini (stagiair)